# 9430 Erichthonios
A 9430 Erichthonios (ideiglenes jelöléssel 1996 HU10) egy kisbolygó a Naprendszerben. Eric Walter Elst fedezte fel 1996. április 17-én.